# Heterias nichollsi
Heterias nichollsi là một loài chân đều trong họ Janiridae. Loài này được Chappuis miêu tả khoa học năm 1951.